# Aparat Golgiego

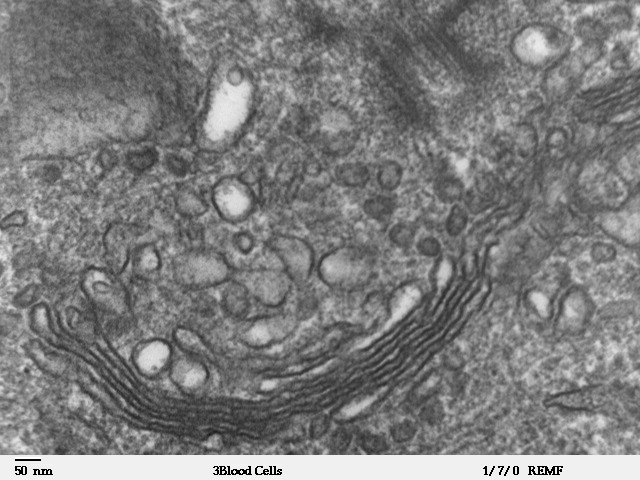
Mikrofotografia aparatu Golgiego widocznego jako stos półkolistych czarnych pierścieni w dolnej części obrazu. Liczne koliste pęcherzyki są widoczne w pobliżu organellum

Schematyczny obraz jądra komórkowego, siateczki śródplazmatycznej i aparatu Golgiego
1. jądro komórkowe,
2. por jądrowy,
3. szorstka siateczka śródplazmatyczna (rER),
4. gładka siateczka śródplazmatyczna (sER),
5. rybosom na rER,
6. białka transportowane,
7. pęcherzyk transportowy,
8. aparat Golgiego,
9. biegun cis aparatu Golgiego,
10. biegun trans aparatu Golgiego,
11. cysterna aparatu Golgiego

Aparat Golgiego – organellum występujące powszechnie w komórkach eukariotycznych, służące chemicznym modyfikacjom wytwarzanych przez komórkę substancji, ich sortowaniu oraz dystrybucji w obrębie komórki. Składa się ze stosu spłaszczonych cystern. Organellum zostało odkryte przez Camilla Golgiego w roku 1898. Od nazwiska odkrywcy pochodzi nazwa struktury. Znane są dwie formy aparatu Golgiego, siateczkowa jest charakterystyczna dla komórek zwierząt kręgowych (nie występuje jedynie w oocytach i plemnikach), druga nazywana łuskowatą albo diktiosomową występuje w komórkach roślinnych oraz w komórkach zwierząt bezkręgowych.
Specyficzną cechą aparatu Golgiego jest to, że posiada zdolność redukcji azotanu srebra.
Enzymami markerowymi (markerami) aparatu Golgiego są: transferaza acetyloglukozaminylowa, pirofosfataza tiaminowa.

## Funkcje
Wewnątrz cystern zachodzą potranslacyjne modyfikacje białek oraz modyfikacje lipidów przeznaczonych do eksportu. Przekształcenia polegają przede wszystkim na modyfikacji reszt cukrowych glikoprotein i glikolipidów. W organellum zachodzi także siarkowanie proteoglikanów. Aparat Golgiego uczestniczy w wytwarzaniu błony komórkowej oraz umieszczaniu hydrolaz w endosomach. Zapewnia również odzyskiwanie składników błony komórkowej oderwanych od niej w wyniku endocytozy. Odzyskane składniki błony zostają do niej powtórnie włączone w wyniku egzocytozy. Zjawisko określane jest jako recyklizacja błony. W komórkach roślin wytwarzane są w nim także hemicelulozy, pektyny i inne związki zużywane następnie do budowy ścian komórkowych. Wytwarza także lizosomy.

## Budowa
Aparat Golgiego ma budowę biegunową. Strona wypukła, oznaczana jako cis i nazywana powierzchnią formowania znajduje się na biegunie zwróconym w stronę siateczki śródplazmatycznej szorstkiej. Strona wklęsła, oznaczana trans i nazywana powierzchnią dojrzewania, jest zwrócona w stronę błony komórkowej. Cysterny mają największą szerokość na obwodzie i najmniejsza w centrum. Z szerokiej części brzegowej odrywają się obłonione pęcherzyki. W komórkach wyższych eukariontów substancje modyfikowane i sortowane przechodzą dodatkowo przez dodatkowy kompartment ERGIC (ang. ER-Golgi intermediate compartment) lub IC. Jest to zespół różnokształtnych pęcherzyków między siateczką śródplazmatyczną (ER) a aparatem Golgiego. U roślin wyższych diktiosom liczy od 3 do 10 cystern, u glonów 11-15, a nawet więcej. Pomiędzy cysternami występują elementy międzycysternowe zbudowane z mikrotubuli. Elementy te utrzymują strukturę aparatu Golgiego. Błony na biegunie cis wykazują budowę i skład zbliżony do siateczki śródplazmatycznej szorstkiej. Skład i budowa zmienia się stopniowo i na biegunie trans jest zbliżony do błony komórkowej. W komórce Chlamydomonas obecny jest tylko jeden diktiosom, zaś w komórkach merystematycznych cebuli może występować do 400 organelli. W komórach wydzielniczych u roślin liczba aparatów Golgiego może przekraczać 1000. W komórkach ssaków występuje od 40 do 100 stosów cystern, które pozostają połączone kanalikami błon.
Struktury błoniaste są strukturami dynamicznymi, odbywa się między nimi przepływ substancji zawartych wewnątrz kanałów i pęcherzyków (tutaj okrytych płaszczem koatomerowym z białek COP typu I) oraz błon. Od bieguna cis do bieguna trans wzrasta procentowa zawartość lipidów (cholesterolu). Po stronie cis znajdują się transferazy N-acetyloglukozoaminy oraz galaktozylowa, fukozylowa i sjalowa.
Sieć cis stanowi „przedział ratunkowy” dla białek powstałych w siateczce śródplazmatycznej, które zostały przypadkowo złapane w pęcherzyki płynące do aparatu Golgiego (zostają one wyłapane przez enzymy i skierowane z powrotem).
Sieć trans (ang. trans-Golgi network) stanowi stację rozdzielczą i sortującą, w której produkty z wnętrza diktiosomu zostają rozsortowane zależnie od przeznaczenia i zapakowane do odpowiedniego typu pęcherzyków:
- pęcherzyki transportujące (dostarczają białek i lipidów do błony komórkowej)
- lizosomy (enzymy lizosomowe) i endosomy recyklujące i inne
- egzosomy (gromadzą substancje, które mają być wydzielone na drodze egzocytozy).

W komórkach ssaków przekształcanie cystern cis w trans zachodzi w czasie 10–20 minut. W komórkach zwierzęcych organellum zlokalizowane jest centralnie w pobliżu centrosomu. U roślin diktiosomy obserwowane są na terenie całej komórki i wykazują się znaczną ruchliwością związaną z działaniem układu aktynomiozynowego. Podczas mitozy aparaty Golgiego w komórkach zwierzęcych ulegają demontażowi. Cysterny przekształcają się w pęcherzyki COPI i w kolejnym etapie są włączane w skład RE. Podczas podziału komórki roślinnej struktura aparatów Golgiego nie ulega zaburzeniu i pozostają one w pełni funkcjonalne. Organella ulegają jedynie przemieszczeniu ze strefy podziałowej do cytoplazmy okołojądrowej.

## Historia badań
Camillo Golgi odkrył istnienie organellum w kwietniu 1898 roku. Naukowiec prowadził badania na neuronach pochodzących z móżdżka sowy. W kolejnych latach organellum zostało wykryte w innych typach komórek. Wielu cytologów wyrażało wątpliwości co do faktycznego istnienia struktury, uznając obserwowane organellum za artefakt wynikający ze sposobu przygotowania preparatów. Dopiero w połowie lat pięćdziesiątych XX wieku obserwacje z użyciem mikroskopu elektronowego ostatecznie rozwiały wątpliwości. Początkowo w literaturze określano tę strukturę mianem „aparatu”, dopiero w roku 1956 pojawił się synonimiczny termin „kompleks Golgiego”. W roku 1998 odkryto dodatkową strukturę w komórkach eukariotycznych pośredniczącą w przekazywaniu substancji z ER do aparatów Golgiego. Struktura nazywana jest ERGIC.

## Biogeneza
W komórkach ssaków aparat Golgiego ulega demontażowi podczas mitozy. Doświadczenia wskazują, że poszczególne elementy organellum ulegają połączeniu podczas telofazy. Mechanizm demontażu i powtórnego składania zapewnia dokładne dziedziczenie aparatu Golgiego. Demontaż wydaje się konieczny zarówno do powstania organelli komórek potomnych, jak i do zajścia samej mitozy. W późnej fazie G2 dochodzi do zaniku rurkowatych połączań pomiędzy stosami cystern. W wyniku dalszego rozpadu powstają pojedyncze struktury pęcherzykowate i rurkowate. Jednym z dobrze poznanych produktów demontażu aparatu są pęcherzyki COPI. Pęcherzyki oraz błony powstałe z demontażu ulegają rozproszeniu w cytoplazmie. Odtwarzanie organellum rozpoczyna się wraz z wytworzeniem wrzeciona podziałowego. Prawdopodobnie wrzeciono odgrywa ważną rolę w biogenezie aparatu Golgiego. Błony rozproszone w cytoplazmie ulegają połączeniu w telofazie i podczas cytokinezy. Do ich połączenia niezbędnych jest szereg białek. Podczas tworzenia aparatu Golgiego w interfazie pęcherzyki COPI przyłączane są do niego po stronie cis.